# セトウツミ
『セトウツミ』は、此元和津也による日本の漫画作品、およびそれを原作とした映画、テレビドラマ。『別冊少年チャンピオン』（秋田書店）にて、2013年5月号から2017年12月号まで連載。大阪の男子高校生・瀬戸と内海が放課後に川辺で繰り広げる関西弁の会話劇を描いた作品。キャッチコピーは「この川で暇をつぶすだけのそんな青春があってもええんちゃうか」。
『月刊少年チャンピオン』（同社刊）2015年12月号において、髙橋ヒロシの『クローズ』の25周年のトリビュート企画では、瀬戸と内海が『クローズ』について語る『セトウツミ外伝』が掲載された。
2016年に実写映画化され、7月2日に公開された。2017年にテレビドラマ化され、2023年に舞台化された。

## あらすじ
高校生の瀬戸と内海が河原の階段でたわいもない話をするお話。特に大きな事件が起こることもなく、河原での時間つぶしが繰り返されていく。
もともと何の目的もなく河原で時間をつぶすだけのように見えた二人だが、実は内海には姉の誕生日の2月19日に家族を抹殺しようという計画があり、河原での時間つぶしはそのためのアリバイ作りの意味があった。
内海の放火計画実行の当日、突然目の前に焼け死んでいるはずの父と姉が現れる。すべてを悟った瀬戸により段取りが狂わされ、内海の殺害計画は失敗していたのだった。その後初めて父親に逆らった内海は、河原で過ごした時間が自分の中で大きな意味を持っていたことに気づき、もう少しだけ河原で時間をつぶそうとするのだった。

## 登場人物

### メインキャラクター
瀬戸 小吉（せと しょうきち）
本作の主人公の一人。高校2年生の男子。1970年代UKパンクをモチーフとした、ギザギザの髪型が特徴。先輩を無視してフリーキックを蹴ったのがきっかけでサッカー部を辞めさせられ、暇つぶしのために放課後は川辺にいる。樫村さんに片思いしているが、全く相手にされていない。猫が好きで蜘蛛など虫が嫌い。実家はセトサイクルという自転車屋。天然な性格で、基本的にはボケ役。大吉という名前の兄がいる。
内海 想（うつみ そう）
本作のもう一人の主人公。瀬戸と同じく高校2年生だが、クラスは違う。塾に行くまでの時間をつぶすために、放課後に川辺に赴く。眼鏡をかけたクールな風貌だが、瀬戸をイジるためには全力を尽くす。もともとギフテッドとして両親の期待を背負っていた。しかし後にアスペルガー症候群的な症状が出たことで見限られてしまい、両親の興味はすべて出来の良い姉に向かってしまうことで家庭内での居場所がなくなった。毎日1000円ずつを渡され三食賄うように言われており、ごくたまに姉が弁当を作ってくれる。
樫村 一期（かしむら いちご）
瀬戸や内海と同学年の女子で美人。クラスは瀬戸と一緒。実家はお寺で、内海家の菩提寺である。一会という名前の妹がおり、二人合わせて「一期一会」となる。瀬戸から好かれているが、本人は内海のことが好き。自分に興味を示さない内海を振り向かせようと努力するが、ハツ美からはそれを「あざとい」と言われている。
ハツ美（はつみ）
瀬戸に告白してきた1年生の女子。苗字は不明。瀬戸のことに中学生のころからあこがれており、前に立つと緊張して上手く喋れないが、それ以外の相手には饒舌で毒舌。お世辞にも美人とは言い難い容姿であるが、頭の回転が速く洞察力に優れている。瀬戸に対するアプローチは空回り気味にも拘らず、内海とは妙にノリの合う所を見せる。
田中 真二（たなか しんじ）
瀬戸や内海と同学年。クラスは瀬戸と一緒。左右対称の名前とセンター分けの髪型から「公平そう」という理由だけで、二人の様々な対決の審判をつとめることとなる。そのうち自らもその役割を自覚するようになり、二人を友だちだと考えるようになるが、二人はそう考えてはいない模様。彼も樫村さんにあこがれている。
蒲生（がもう）
瀬戸や内海と同学年。クラスは瀬戸と一緒。1年生の時は内海と同じクラスだった。あだ名は「ガッちゃん」。岡山県生まれで親戚の家に下宿している。下駄を常用する、一昔前のバンカラ学生のような硬骨漢。瀬戸と内海との出会いに、自身が救われたと感じている。
馬場（ばば）
瀬戸や内海と同学年。野球部に所属しているが、あまり上手くはない模様。顔を覚えられないと瀬戸たちに言われており、作中やドラマではのっぺらぼうとして描かれる。
鳴山（なるやま）
高校の不良の先輩。入学式の日に「挨拶が無い」と称して瀬戸の顔にマジックで落書きするなど、瀬戸との因縁がある。粗暴で意地の悪い言動の反面、河川敷の野良猫（瀬戸が「ニダイメ」と命名した）を可愛がっていたり、危険を顧みずに通り魔を退治するなど、善行を積んでいる描写がある。
バルーンさん
川辺によくいるバルーンアーティスト。ベラルーシ出身。29歳。瀬戸とは仲がいいが、何故か内海に対しては辛辣。日本での就職活動中、瀬戸の祖父がパンク修理をする姿に「空気で膨らませるだけで人を笑顔に出来るのか」と感銘を受け、バルーンアーティストになる。
時田
瀬戸の中学でのサッカー部の後輩。瀬戸にあこがれて同じ高校に進んだが、瀬戸がサッカー部を辞めていたために入部せずに、何故かヤンキーになった。瀬戸がサッカー部に戻ったときに一緒に入部した。
ニダイメ
河原にいる野良猫。瀬戸が飼っていた猫に似ているという理由でニダイメと名付けられる。殺処分されそうになった時に、瀬戸がバイト代を叩いて不妊手術を受けさせた。

### サブキャラクター
瀬戸ヨシエ
小吉の母。関西風のファッションセンスをしており、飼い猫が原因で夫との離婚を考えている。8人兄弟の末っ子。
小吉の祖父
名前不詳。セトサイクルの創業者。認知症が始まっており、市立病院に入院中の妻を探して徘徊を繰り返す。時々スイッチが入ったようにまともなことを話し出すが、すぐにメモリーオーバーして元に戻ってしまう。
車椅子の少女
氏名不詳。河原の近くの市民病院の、瀬戸が「死ぬ人が入る」と言っている別館に入院している少女。翌週に心臓の手術を控えて、不安を抱えるなかで内海に話しかけた。内海に話しかけたのは、テレビでも漫画でも笑うことができない自分を、内海と同類だと感じたから。冷たくあしらう内海に気落ちして帰ろうとするが呼び止められ、その直後にやってきた瀬戸と内海の会話を聞いて、最後には笑みを浮かべた。その後、内海は時々病院を見舞っている。
河原林五郎
内海の父親に雇われたやくざ風の男。内海から瀬戸を引き離すことを依頼された。何度か瀬戸を篭絡しようとするが、その都度内海に阻止される。最後には、通常の手段では内海が賢過ぎて無理だと判断し実力行使に移ろうとするが、内海の父に契約を解除されたことで未遂に終わる。内海の家庭が歪んでいることには気づいており、最後に父親にアドバイスをする。
ハラダ親子
母親と息子という珍しい組み合わせの音楽デュオ。瀬戸が好きで聴いている。内海も名前は知っている。大阪にツアーに来た時に、曲作りに行き詰ったジェードは河原で悩んでいたが、そこで瀬戸や内海たちを見かける。
ジェード（息子）
曲は自作らしく、大阪ツアーの途中で詩の最後の4文字に悩む。
ジェリー（母）
ギターを持つジャケット姿が見られる。
想の父親
名前不詳。マンションの最上階に住み、ショーファー付きの車に乗る。息子に辛く当たる代わりに、娘は大切にしている。娘の誕生日には息子を除く家族全員で、ホームビデオなどを見ながら1日家で過ごすなど、通常の家庭とは少し異なる常識を持っている。子供たちのことは「優ちゃん」「想くん」と呼ぶ。息子が瀬戸と一緒にいることを好まず、河原林を使って引き離そうとした。
内海優
想の姉。京都の優秀な大学に自宅から通っている。瀬戸のことは弟からある程度は聞いていたようで、見かけてすぐに本人だと理解した。自分の家族の価値観が世間一般からずれていることに気づいていなかったが、「お姉さんが思っているより 人って自由ですよ」という瀬戸の一言で、変わるきっかけをつかんだ。

## 書誌情報
- 此元和津也『セトウツミ』 秋田書店〈少年チャンピオン・コミックス〉、全8巻
  1. 2013年12月6日発売[2]、ISBN 978-4-253-22049-1
  2. 2014年7月8日発売[5]、ISBN 978-4-253-22050-7
  3. 2015年4月8日発売[6]、ISBN 978-4-253-22051-4
  4. 2015年9月8日発売[7]、ISBN 978-4-253-22052-1
  5. 2016年2月8日発売[8]、ISBN 978-4-253-22053-8
  6. 2016年7月8日発売[9]、ISBN 978-4-253-22054-5
  7. 2017年4月7日発売[10]、ISBN 978-4-253-22055-2
  8. 2017年12月8日発売[11]、ISBN 978-4-253-22059-0

## オーディオコミック
2016年6月7日よりAudibleによりAmazonのサービスとして配信開始。第1・2巻が2016年6月7日より、第3巻が同年7月1日より配信され、第6巻までが制作・発売された。朗読の声はお笑いコンビ「和牛」が務め、瀬戸小吉役は川西賢志郎が、内海想役は水田信二が担当した。

## 映画
2016年7月2日公開。大森立嗣が監督を務め、池松壮亮と菅田将暉がダブル主演を務める。

### あらすじ（映画)
2人の男子高校生、瀬戸と内海が河原の階段に座ったまま関西弁でたわいもない話しをする。
短編仕立てで8話構成となっており、毎回シュールな笑いを提供する。
第1話。瀬戸の飼い猫みーにゃんが余命宣告を受けたことが発端となり、両親の離婚話に発展。
第2話。学校一の美人・一期のメアドをゲットしてテンションが上がる瀬戸。初めて送るメールの文面を内海に相談。意を決して送信する。
第3話。「お前には、～の節がある」という言い回しを使う「節がある選手権」という言葉遊びを思いついた瀬戸が内海に挑む。
第0話。ネクラでガリ勉の内海とサッカー部の期待の新人・瀬戸が河原の階段ででつるむようになった経緯が語られる。
第4話。夏休みの夜。私服で河原の階段に集まった二人は花火で遊んでいた。そこへ河原の暗がりから人影のようなものが近づいてくる。
第5話。瀬戸の親父は「俺はもうあかん」が口癖。それを内海に愚痴っていると目の前に親父が現れる。
第6話。瀬戸の誕生日。内海はサプライズでお祝いを仕掛けるが、間が悪く瀬戸の飼い猫のみーにゃんが死んだところだった。

エピローグ。学校のマドンナ・樫村一期から二人に対する視点が描かれる。

### キャスト（映画）
- 内海想 - 池松壮亮
- 瀬戸小吉 - 菅田将暉
- 樫村一期 - 中条あやみ
- おじさん - 鈴木卓爾
- 鳴山 - 成田瑛基
- 堤 - 岡山天音
- 瀬戸の父 - 奥村勲
- 瀬戸の母 - 笠久美
- 瀬戸の祖父 - 牧口元美
- バルーンさん - 宇野祥平

### スタッフ（映画）
- 監督 - 大森立嗣
- 脚色 - 宮崎大、大森立嗣
- 撮影 - 高木風太
- 照明 - 秋山恵二郎
- 録音 - 西條博介
- 編集 - 早野亮
- 音楽 - 平本正宏
- エグゼクティブプロデューサー - 泉英次
- プロデューサー - 宮崎大、近藤貴彦
- 配給 - ブロードメディア・スタジオ

### 受賞歴
- 第71回毎日映画コンクール（2017年） スポニチグランプリ新人賞（中条あやみ）[16]

### ロケ地
- 瀬戸と内海が時間をつぶす場所は、大阪府堺市堺区戎之町西2丁2でロケが行なわれた。この場所は原作でも使われており、映画の中に原作と全く同じ風景が映るシーンがある。

## テレビドラマ
テレビ東京系「ドラマ25」枠で2017年10月14日から12月23日まで放送された。全11話。高杉真宙と葉山奨之のダブル主演。
また、BSジャパンでも2018年1月8日から月曜日の0:35 - 1:05（日曜深夜）に放送された。

### キャスト (テレビドラマ)

#### 主要人物
- 内海想 - 高杉真宙
- 瀬戸小吉 - 葉山奨之
- 樫村一期 - 清原果耶[17]
- 田中真二 - 森永悠希
- ハツ美 - 片山友希
- 馬場 - 田中偉登
- 蒲生 - 高橋里恩

#### ゲスト
第3話
- バルーンさん - 吉田カルロス（第8 - 9話・最終話）

第5話
- 木沢先生 - 原西孝幸（FUJIWARA）[18]

第6話
- 大橋結人 - 安藤瑠一（第8 - 9話・最終話）
- 瀬戸の母 - 原扶貴子（第7話）
- 内海の父 - 松角洋平（第10 - 最終話）
- 樫村の女友達 - 中田青渚
- 内海父の運転手 - 礒部泰宏
- 猫の声 - 江口のりこ
- ハラダ親子・息子（ジェード） - 若葉竜也
- ハラダ親子・母（ジェリー） - 広岡由里子

第7話
- 瀬戸の父 - いまおかしんじ
- 瀬戸の祖父 - 古川がん
- 車椅子の少女 - 山田杏奈[18]

第9話
- 時田尚志 - 吉村界人（最終話）

第10話
- 内海優 - 谷村美月[18]（最終話）
- 内海の母 - 飯島珠奈

### スタッフ (テレビドラマ)
- 原作 - 此元和津也（秋田書店「別冊少年チャンピオン」連載）
- 脚本 - 宮崎大
- 監督 - 瀬田なつき、坂下雄一郎、杉田満
- オープニングテーマ - SUPER BEAVER「虹」（I×L×P× RECORDS）
- エンディングテーマ - miwa「We are the light」（Sony Records）
- チーフプロデューサー - 大和健太郎
- プロデューサー - 小林史憲、泉英次、宮崎大
- 制作 - テレビ東京、ブロードメディア・スタジオ
- 製作著作 - 「セトウツミ」製作委員会

### ロケ地
- 東京都江戸川区平井六丁目と七丁目の境にある旧中川沿いの公園

### 放送日程
| 各話   | 放送日   | サブタイトル                                                 | 監督                  |
| ------ | -------- | ------------------------------------------------------------ | --------------------- |
| 第1話  | 10月14日 | ウツとソウ羽根と心根瀬戸と内海                               | 瀬田なつき            |
| 第2話  | 10月21日 | アメとムチサンドイッチとおにぎり樫村一期                     | 瀬田なつき            |
| 第3話  | 10月28日 | 大根とからし戦争と虫歯イチゴとハツミ                         | 瀬田なつき            |
| 第4話  | 11月04日 | 表とジョーカー、裏とババヒエラルキーとシンメトリー           | 坂下雄一郎            |
| 第5話  | 11月11日 | 人間と動物ミソハギとカエデ一体感と疎外感                     | 坂下雄一郎            |
| 第6話  | 11月18日 | カスタマーとセンターバツとテリー                             | 坂下雄一郎            |
| 第7話  | 11月25日 | 人と人ノーフューチャーとスーパースター中学の先輩とお寺の檀家 | 瀬田なつき            |
| 第8話  | 12月02日 | 過去とファイル、未来とフォルダしあわせとふしあわせ           | 杉田満                |
| 第9話  | 12月09日 | オタマジャクシとカエルパッカーとガッブーひとつとほころび     | 杉田満                |
| 第10話 | 12月16日 | 天使と電池ふわといと贈り物と劣等生                           | 瀬田なつき 坂下雄一郎 |
| 最終話 | 12月23日 | 忘れ物と一等星                                               | 瀬田なつき 坂下雄一郎 |

### 放送局
| 放送対象地域   | 放送局                | 系列           | 放送期間・曜日・時間      | 放送期間・曜日・時間           |
| -------------- | --------------------- | -------------- | ------------------------- | ------------------------------ |
| 関東広域圏     | テレビ東京 【制作局】 | テレビ東京系列 | 2017年10月13日 - 12月23日 | 土曜 0:52 - 1:23（金曜深夜）   |
| 北海道         | テレビ北海道          | テレビ東京系列 | 2017年10月13日 - 12月23日 | 土曜 0:52 - 1:23（金曜深夜）   |
| 大阪府         | テレビ大阪            | テレビ東京系列 | 2017年10月13日 - 12月23日 | 土曜 0:52 - 1:23（金曜深夜）   |
| 香川県・岡山県 | テレビせとうち        | テレビ東京系列 | 2017年10月13日 - 12月23日 | 土曜 0:52 - 1:23（金曜深夜）   |
| 福岡県         | TVQ九州放送           | テレビ東京系列 | 2017年10月13日 - 12月23日 | 土曜 0:52 - 1:23（金曜深夜）   |
| 愛知県         | テレビ愛知            | テレビ東京系列 |                           | 金曜 01:00 - 01:30（木曜深夜） |
| 全国           | BSジャパン            |                | 2018年1月8日 -            | 月曜 0:35 - 1:05（日曜深夜）   |

| 放送期間                  | 放送時間                       | 放送局         | 対象地域       | 備考   |
| ------------------------- | ------------------------------ | -------------- | -------------- | ------ |
| 2017年10月13日 - 12月23日 | 土曜 0:52 - 1:23（金曜深夜）   | テレビ東京     | 関東広域圏     | 製作局 |
|                           |                                | テレビ北海道   | 北海道         |        |
|                           |                                | テレビ大阪     | 大阪府         |        |
|                           |                                | テレビせとうち | 岡山県・香川県 |        |
|                           |                                | TVQ九州放送    | 福岡県         |        |
| 0                         | 金曜 01:00 - 01:30（木曜深夜） | テレビ愛知     | 愛知県         |        |
| 2018年1月8日 -            | 月曜 0:35 - 1:05（日曜深夜）   | BSジャパン     | 全国           |        |

| テレビ東京 ドラマ25                                        | テレビ東京 ドラマ25                      | テレビ東京 ドラマ25                 |
| 前番組                                                     | 番組名                                   | 次番組                              |
| ---------------------------------------------------------- | ---------------------------------------- | ----------------------------------- |
| デッドストック〜未知への挑戦〜 （2017年7月22日 - 9月30日） | セトウツミ （2017年10月14日 - 12月23日） | MASKMEN （2018年1月13日 - 3月24日） |

## 舞台
2023年5月27日から6月4日に東京芸術劇場 プレイハウスにて、同年6月10日・11日に梅田芸術劇場 シアタードラマシティにて、同年6月13日に日本特殊陶業市民会館ビレッジホールにて上演。牧島輝と有澤樟太郎のダブル主演。

### キャスト (舞台)
- 内海想 - 牧島輝
- 瀬戸小吉 - 有澤樟太郎
- 樫村一期 / ハツ美 - 佐藤日向
- 田中真二 - 納谷健
- バルーンさん / 内海の父親 - 岩崎正寛
- 車椅子の少女 / 内海の姉 - 南沢奈央

### スタッフ (舞台)
- 原作 - 此元和津也（秋田書店「別冊少年チャンピオン」連載）
- 上演台本・演出 - 内藤裕子
- 美術 - 堀尾幸男
- 照明 - 佐々木真紀子
- 音響 - 穴沢淳
- 映像 - 松澤延拓・松尾佑一郎
- 衣裳 - 阿部朱美
- ヘアメイク - 国府田圭
- 舞台監督 - 松坂哲生
- 演出助手 - 矢本翼子
- 宣伝美術 - 秋澤一彰
- 宣伝写真 - 吉濱篤志
- 宣伝衣装 - 阿部朱美
- 宣伝ヘアメイク - 国府田圭
- 企画・制作・主催 - 梅田芸術劇場